# Yanmenguan

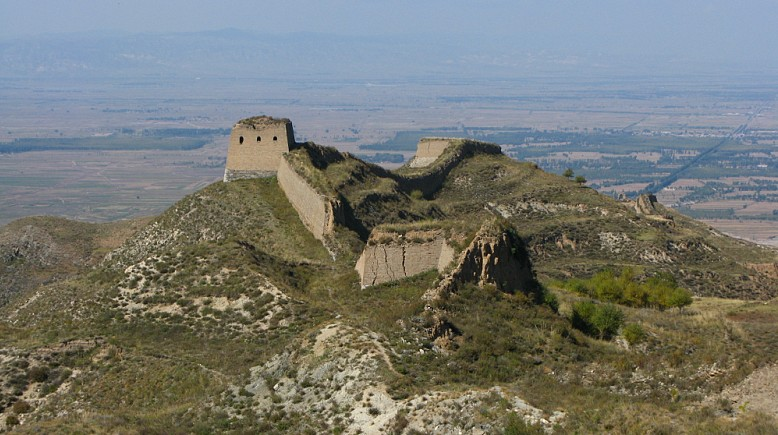
Yanmen

Yanmenguan (chinesisch 雁門關 / 雁门关, Pinyin Yànménguān – „Wildganstor-Pass“), auch Xixingguan (西陉关,  Xīxíngguān) u. a., ist ein Pass über den Yanmen Shan im Kreis Dai von Xinzhou in der Provinz Shanxi in China, an dem sich eine wichtige Festung der Chinesischen Mauer befindet. Yanmenguan ist unter der Nummer 5-442-7 seit 2001 Bestandteil der Liste der Denkmäler der Volksrepublik China.

## Überblick
Am Yanmenguan wurde bereits in der Tang-Dynastie ein Befestigungsbauwerk der Chinesischen Mauer errichtet, das jetzt noch erhaltene Bollwerk stammt jedoch aus der Ming-Dynastie und befindet sich einige Kilometer nördlich des ersten Bauwerks. Yanmenguan ist zusammen mit den Pässen Ningwuguan (宁武关) und Piantouguan (偏头关) einer der „Drei Äußeren Pässe“ (Wai sanguan).
Die Passfestung liegt auf einem Hügel über einem engen, von Klippen gesäumten Tal, das ein wichtiger Durchgang von Shanxi in den Norden Chinas war. Nach Osten ist der zugehörige Mauerabschnitt mit Zijingguan und Daomaguan verbunden, nach Westen mit Ningwuguan und Pianguan.

## Geschichte
Eine erste Mauer wurden am Ende der Zeit der Streitenden Reiche im Staat Zhao unter dem Herrscher Wuling in Angriff genommen. In der Zeit der Südlichen und Nördlichen Dynastien wurde der Pass einer der „Drei Pässe der Nordgrenze“ (Beiting sanguan). Die Passfestung wurde unter den Tang als Verteidigungsburg gegend die Nomaden erbaut. Während der Yuan-Dynastie wurde der Pass immer weniger genutzt und die Festung verfiel.
In der Ming-Dynastie wurde 1374 unter Hongwu der Mauerabschnitt wieder hergestellt und die Festung 5 km nach Norden verlegt. Unter Wanli und Tongzhi fanden 1587 und 1867 größere Reparaturarbeiten an der Mauer und der Festung statt.

### Militärische Bedeutung
In der Geschichte Nordchinas war Yanmenguan Bestandteil des Verteidigungssystems der Nordchinesischen Ebene (Zhongyuan) und diente als Bollwerk gegen die nach Süden drängenden Nomaden. Viele Soldaten haben sich hier ehrenvolle Verdienste erworben.
General Li Mu (李牧) widerstand hier dem Angriff eines Reiterheeres der Xiongnu und lockte sie in einen Hinterhalt, in dem viele der Angreifer ums Leben kamen. Li Mu wurde hier begraben, die Grabstätte ist heute noch erhalten. Die Han-Heerführer Huo Qubing, Wei Qing und Li Guang sandten von hier ihre Truppen aus, um gegen die Xiongnu zu ziehen. Als Kaiser Sui Yangdi auf einer Inspektionstour in Bedrängnis geriet, schlug sein General Li Shimin hier die angreifenden Tujue mittels einer List in die Flucht.
Am Ende der Tang-Dynastie griff Li Keyong, ein Edelmann der Shatuo (Volk der westlichen Tujue), den Pass erneut an und eroberte die Festung. Während der Song-Dynastie verteidigten General Yang Ye und sein Sohn Yang Yanzhao den Pass und trugen häufig heftige Kämpfe mit den Soldaten der Liao aus.

### Festung
Die Festung bestand aus drei Teilen: der eigentlichen Festung, dem Torhaus und der Festungsmauer. Die Festungsmauer war zehn Meter hoch und besaß einen Umfang von etwa 1000 m. Der Mauerkern war aus gestampfter Erde, die außen mit Ziegeln verkleidet war. Die Mauerkrone trug Zinnen und besaß drei Tore. Die aus Steinen und Ziegeln erbauten Torhäuser im Osten, Norden und Westen waren mit blauen Platten gefliest, und über dem Torbogen war jeweils eine Steinplatte mit einer Inschrift angebracht. Jedes Tor besaß eine eigene Bedeutung, das Nordtor war der eigentliche Zugang zur Festung.
Neben einigen Stelen, einem Paar von Steinlöwen, und dem Grab von Li Mu sind die zusammengefallen Torhäuser heute die einzigen Überreste der Festungsbauwerke.

### Umgebung
Zu beiden Seiten des Passes ragen steile und hohe Gipfel auf und zum Pass führt nur ein schmaler, gewundener Pfad. Yanmeguan bildete mit den Mauern in seiner Umgebung, die mit den Bergflanken verbunden waren, ein Verteidigungssystem mit Wach- und Signaltürmen. Nicht weit vom Pass ist der etwa 5.000 m lange Abschnitt von Baicaokou (白草口) sehr gut erhalten. Hier befinden sich alle 120 m Wachtürme oder Signaltürme. In der weiteren Umgebung sind noch viele Ruinen und Bauwerke zu finden.